# Glöd (diktsamling)
Glöd är en diktsamling av Artur Lundkvist, utgiven av Bonniers Förlag 1928.
Boken var Lundkvists debut. Han var influerad av diktare som Elmer Diktonius och Carl Sandburg och ville med boken introducera den litterära modernismen i Sverige.
Dikterna präglas av ett starkt livsbejakande uttryck med formuleringar som "Låt mig bli en trumpet som livet blåser smattrande fanfarer på" och "Det finns en levandets vilda fröjd. Det finns ett rus som är varandets".
1966 utkom en faksimilutgåva av boken med ett efterord av författaren.

## Bakgrund
Artur Lundkvist hade sedan sjuttonårsåldern försörjt sig på att skriva noveller och bygdehistorier och flyttade 1926 till Stockholm för att bli författare. Där levde han under ett och ett halvt år under svårigheter och osäkerhet i hyrda rum som en självlärd skribent. Med influenser från främst Elmer Diktonius och Carl Sandburg strävade han efter att introducera modernismen i svensk litteratur och bli en publicerad poet. Sommaren 1927 fick han en starkt Diktonius-influerad diktsamling kallad Skärvor av tillvaron refuserad. Dikterna i Glöd skrevs till övervägande del under hösten 1927 och de första månaderna av 1928. Samlingen skickades till Bonniers förlag som i mars 1928 antog den för utgivning.

## Mottagande och betydelse
Glöd utkom den 19 april 1928 på Albert Bonniers förlag och fick ett överlag positivt mottagande. I Dagens Nyheter skrev Sten Selander att det var "åtskilliga år sedan någon skald redan vid sitt första framträdande tyckts" honom "visa så bestämda tecken till att han bör kunna göra en betydande och originell insats i svensk dikt". Starka lovord kom också från bland andra Erik Blomberg, Bo Bergman och Hagar Olsson. Bland övriga uppskattande recensenter fanns John Landquist, Erik Asklund och Carl-Emil Englund medan Anders Österling i Svenska Dagbladet var mer reserverad i sin bedömning. Negativ var däremot Elmer Diktonius som under rubriken "Lånade fjädrar" i Arbetarbladet kritiserade de långa amerikanskt inspirerade raderna, "lika långradigt långrandigt som midgårdsormen, och svävande som löftet att göra allt i morgon", och framhöll istället "ett par av de kortaste dikterna" som "den rätta nya stilen".
Glöd anses vara ett epokgörande verk i svensk litteratur. Redan 1931 skrev Sven Stolpe att "Artur Lundkvists debutbok Glöd betecknar förmodligen en lika viktig händelse i vår litteratur som Snoilskys första lyrik eller Heidenstams debut med Vallfart och vandringsår.